# Saved by the Bell (singolo)
Saved by the Bell è il singolo di debutto da solista del cantante britannico Robin Gibb, pubblicato nel 1969 come primo estratto dal primo album Robin's Reign.
Autore del brano Saved by the Bell è lo stesso Robin Gibb. Il singolo, pubblicato in Europa su etichetta Polydor, fu certificato disco d'oro.

## Descrizione
Il singolo Saved by the Bell, unitamente all'album Robin's Reign, venne realizzato dopo che Robin Gibb aveva deciso di abbandonare temporaneamente il gruppo dei Bee Gees.
In origine, il singolo avrebbe dovuto recare come Lato B il brano Alexander Goodtime, brano che dovette però essere sostituito da Mother and Jack a causa di un errore di registrazione.
Il singolo raggiunse le prime posizioni delle posto classifiche in vari Paesi europei: fu primo nei Paesi Bassi, secondo nel Regno Unito e terzo in Belgio, Germania e Svizzera. Il disco non ebbe invece un gran riscontro in termini di vendite negli Stati Uniti.

## Tracce
7"
1. Saved by the Bell – 3:20
2. Mother and Jack

## Classifiche
| Paese       | Posizione massima | Nr. di settimane |
| ----------- | ----------------- | ---------------- |
| Austria     | 3                 | 20               |
| Belgio      | 3/6               | 11/15            |
| Germania    | 3                 | 6                |
| Italia      | 38                |                  |
| Norvegia    | 4                 | 14               |
| Paesi Bassi | 1                 | 14               |
| Regno Unito | 2                 |                  |
| Svizzera    | 3                 | 10               |

## Cover
Una cover del brano Saved by the Bell è stata incisa dai seguenti artisti (in ordine alfabetico):
- Declan (2006)
- Ricki Disoni (1974)
- Fabulous Studio Artists (versione strumentale; 2003)
- The Gunter Kallmann Choir (1969)
- Mike Hill (versione strumentale; 1970)
- Jill Kirkland (1969)
- Mike Krüger (1976)
- Stef Meeder (versione strumentale; 1971)
- Frank Schöbel (1980)
- Startrax  (1981)
- Liv Marit Wedvik (2003)
- Klaus Wunderlich (versione strumentale; 1971)

### Adattamenti in altre lingue
- Del brano Saved by the Bell è stata realizzata una versione in lingua svedese intitolata Kärlekens sång (con testo di Börje Carlsson), incisa da Anna-Lena Löfgren nel 1970[6]
- Del brano Saved by the Bell è stata realizzata una versione in lingua tedesca intitolata Du lebst für mich (con testo di Joachim Relin), incisa da Arne Jansen nel 1970[6]
- Del brano Saved by the Bell è stata realizzata una versione in lingua danese intitolata Bygge en bro (con testo di Thøger Olesen ), incisa da Elisabeth Edberg nel 1971[6]